# Fútbol de Primera (cadena de radio)
Fútbol de Primera es una cadena de radio estadounidense que cubre principalmente contenidos en torno al mundo del fútbol. Tiene los derechos de radio de fútbol más exclusivos del país. Ha transmitido la Copa del Mundo desde 2002, incluida la más reciente Copa Mundial de la FIFA 2022,  junto con otros torneos de la FIFA. FDP también transmite los partidos de la selección nacional de México, la Copa Oro de la CONCACAF, y algunas ediciones de la Copa América, como en 2015 y 2016.
Fútbol de Primera produce un programa diario conducido por Andrés Cantor, que se emite desde 1989. Además de Cantor, las personalidades del programa son Sammy Sadovnik, Jaime Gallardo y Rosa Beatriz Sánchez. El programa cubre una amplia gama de fútbol, sobre todo eventos diarios en México, América Latina y Europa, y proporciona un análisis en profundidad de los titulares más importantes del día. Es el programa de radio en español de mayor trayectoria y difusión nacional en el país y se puede escuchar en 115 estaciones afiliadas en los EE. UU. y otras en América Central y del Sur. Además, la programación diaria, así como las retransmisiones de los partidos, se escuchan a nivel mundial en los canales oficiales de la red en YouTube y Twitch.
Fútbol de Primera tiene su sede en Miami, pero tiene oficinas en Nueva York, San Francisco y San Antonio. Cantor también es copresidente de la red junto con Alejandro Gutman.

## Historia
Fútbol de Primera Radio Network fue creada en agosto de 1989 por Alejandro Gutman dando sus primeros pasos para convertirse en parte integral del panorama futbolístico del país. Con una vasta experiencia en el mundo del fútbol, Fútbol de Primera se dio cuenta de que existía la necesidad de que el fútbol se escuchara en una importante lista de mercado de estaciones que estuvieran a la altura de la calidad de los juegos. En un movimiento histórico, Fútbol de Primera Radio trabajó con sus afiliados para ampliar el panorama más allá de la radio AM y hablada para poner fútbol en el dial FM y en estaciones con formato musical como especiales de fútbol. La estrategia funcionó y a lo largo de los años se han escuchado partidos de gran potencia a nivel nacional sin excepción. Las transmisiones más reconocidas de Fútbol de Primera son la Copa Mundial de la FIFA de 2002, 2006, 2010 y 2014. Otras transmisiones destacadas son los juegos de la selección nacional de México, la clasificación para la Copa Mundial de la CONCACAF y la Copa Oro.
En 1991, Fútbol de Primera creó el Premio al Jugador del Año de Fútbol de Primera que durante veinte años estuvo patrocinado por la empresa estadounidense Honda Motor Company. Este premio reconoce al mejor jugador de la selección nacional de fútbol masculina de los Estados Unidos según la votación de los medios estadounidenses.
FDP también produce "Casos y Cosas de Collins", un programa semanal de una hora conducido por la reconocida periodista y autora mexicana María Antonieta Collins.

## Equipo de transmisión
Fútbol de Primera cuenta con un equipo central de transmisión que forma parte del programa diario.
- Sammy Sadovnik
- Rosa Beatriz Sánchez
- Jaime Gallardo
- Daniel Chapela
- Carlos Aranzamendi (Corresponsal en El Salvador)
- Enrique "Kike" Lanza (Corresponsal en Honduras)
- Aldo Lara (Corresponsal en Guadalajara)
- René Fernández (Corresponsal en Monterrey)
- Mauricio Acosta (Corresponsal en Ciudad de México)
- David Ruiz (Corresponsal en España)

Para los Mundiales, Fútbol de Primera recluta a exfutbolistas y entrenadores para su programa. Con tantas personalidades, el programa de Fútbol de Primera puede considerarse uno de los paneles con mayor conocimiento del fútbol latinoamericano. Los siguientes han sido parte del equipo de transmisión de Fútbol de Primera en Copas del Mundo.
- Carlos Valderrama
- Bora Milutinović
- Carlos Hermosillo
- Manuel Sol
- Eduardo de la Torre
- Carlos de los Cobos
- Steve Sampson
- Javier Castrilli
- Aníbal "Maño" Ruiz
- Edgardo Broner
- Eugenio Díaz
- Kevin Rodríguez
- Ernesto Barrera
- Mariano Closs [4]